# Klackuddens naturreservat
Klackuddens naturreservat är ett naturreservat i Nordanstigs kommun i Gävleborgs län.
Området är naturskyddat sedan 2007 och är 107 hektar stort. Reservatet ligger vid kusten och består av klapperstensfält med strandvallar, gles hällmarkstallskog på höjdpartier och längre ner granskog med inslag av tall och lövträd.